# Bai Suzhen

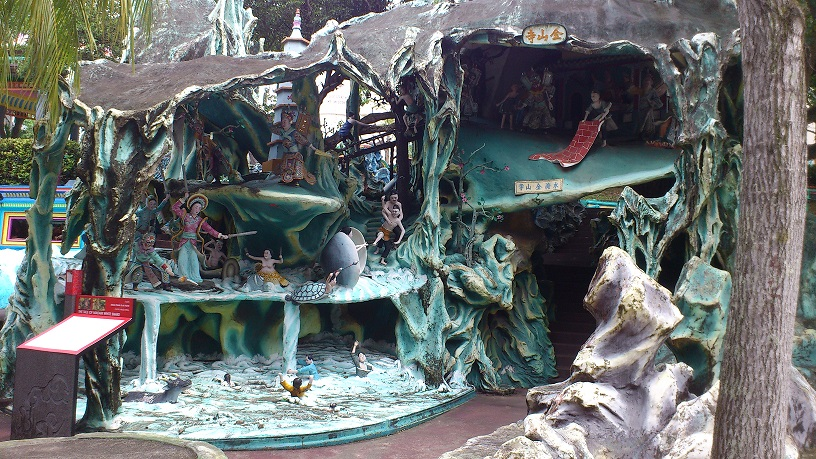
Diorama d'una escena de la Llegenda de la serp blanca a Haw Par Villa, Singapur: Bai Suzhen inunda el temple de Jinshan.

Bai Suzhen, també coneguda com la dama Bai, és una figura mitològica de la religió popular xinesa. És un esperit de serp blanca de mil anys i el personatge principal de la Llegenda de la serp blanca, un dels "quatre grans contes populars" de la Xina. La llegenda s'ha adaptat a diverses òperes, pel·lícules, sèries de televisió i altres mitjans xinesos. En algunes versions de la llegenda, Bai Suzhen es converteix en una deessa; és coneguda com la Dama Serp Blanca pels seus adoradors.

## Llegenda
Després de mil anys d'entrenament disciplinat en el taoisme a la muntanya Emei, la serp blanca, Bai Suzhen, es transforma en una dona per l'essència del Rei Drac del mar de la Xina Oriental. Decideix sortir al món humà i fer bones accions per esdevenir immortal. Més tard és acceptada per la deessa Lishan Laomu com a deixeble.
En una visita al llac de l'oest, s'enamora d'un jove anomenat Xu Xian i aviat es converteix en la seva dona. Finalment, però, un monjo budista, l'abat Fahai, descobreix el seu veritable origen i l'obliga a lluitar tant pel seu matrimoni com per la seva llibertat. Rastreja la parella, derrota Bai Suzhen i l'empresona a la imponent pagoda de Leifeng. Finalment és alliberada de la pagoda quan la pietat filial del seu fill mou el cel.
En algunes versions, després del seu empresonament es transforma en la muntanya de la deessa Yaotai Laomu. Continua acompanyant a Yaotai Laomu durant molts anys mentre intenten ajudar tots els éssers vius i salvar el món.

## Adoració

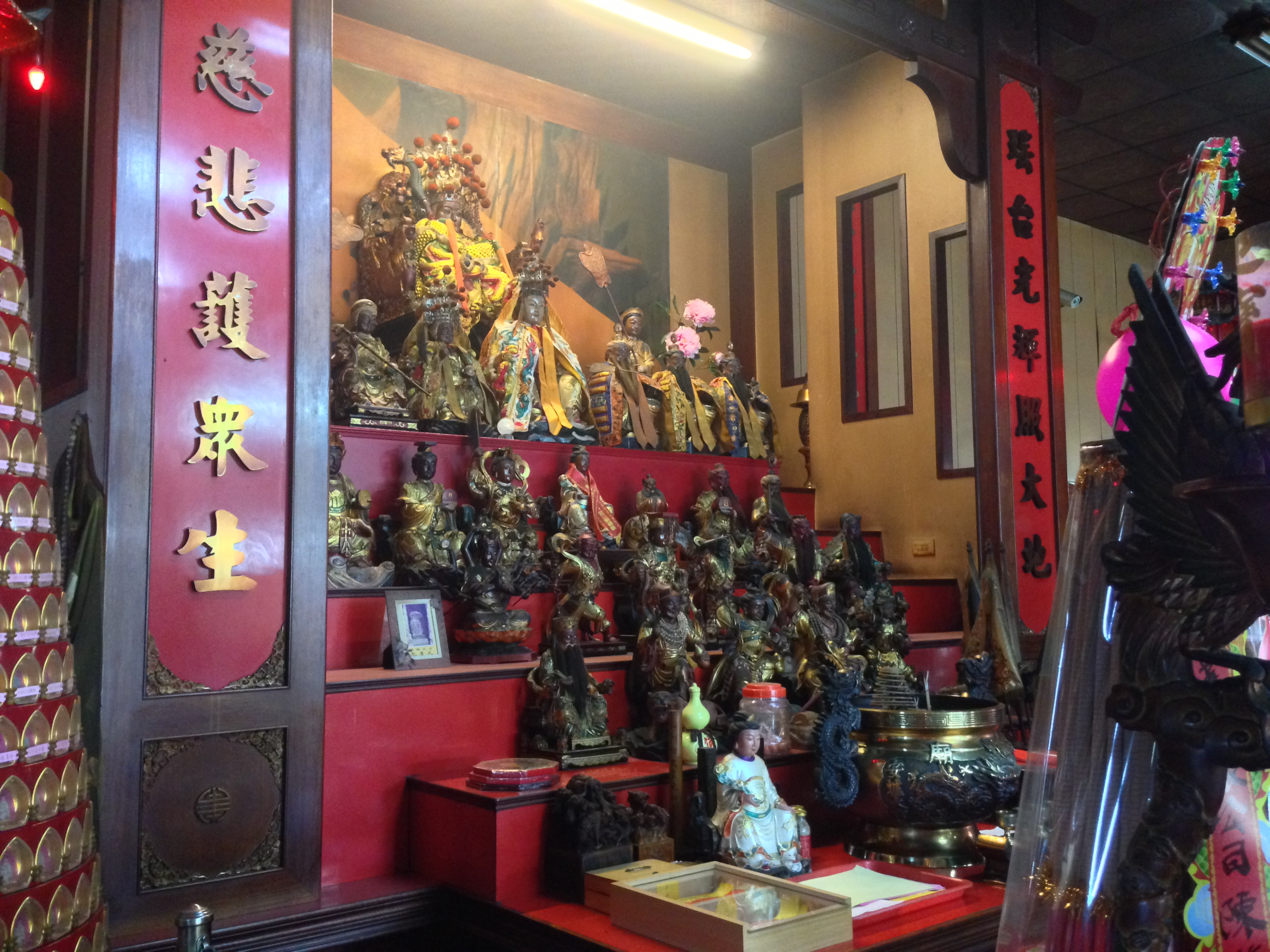
Estàtues al Temple de la Serp Blanca

Bai Suzhen és adorada com una deïtat a la religió popular xinesa, on se la coneix com a Dama Serp Blanca. Es diu que ella i Xu Xian van practicar una vegada la medicina xinesa i que els creients acudien a ells buscant curació i consells de salut. A la ciutat de Taoyuan, districte de Yangmei, Taiwan, se li va dedicar el Temple de la Serp Blanca, que es va construir l'any 1991. El temple va inaugurar el Festival anual del vaixell drac per celebrar l'aniversari de la Dama Serp Blanca, i s'ha convertit en un esdeveniment tradicional i popular.

## Galeria

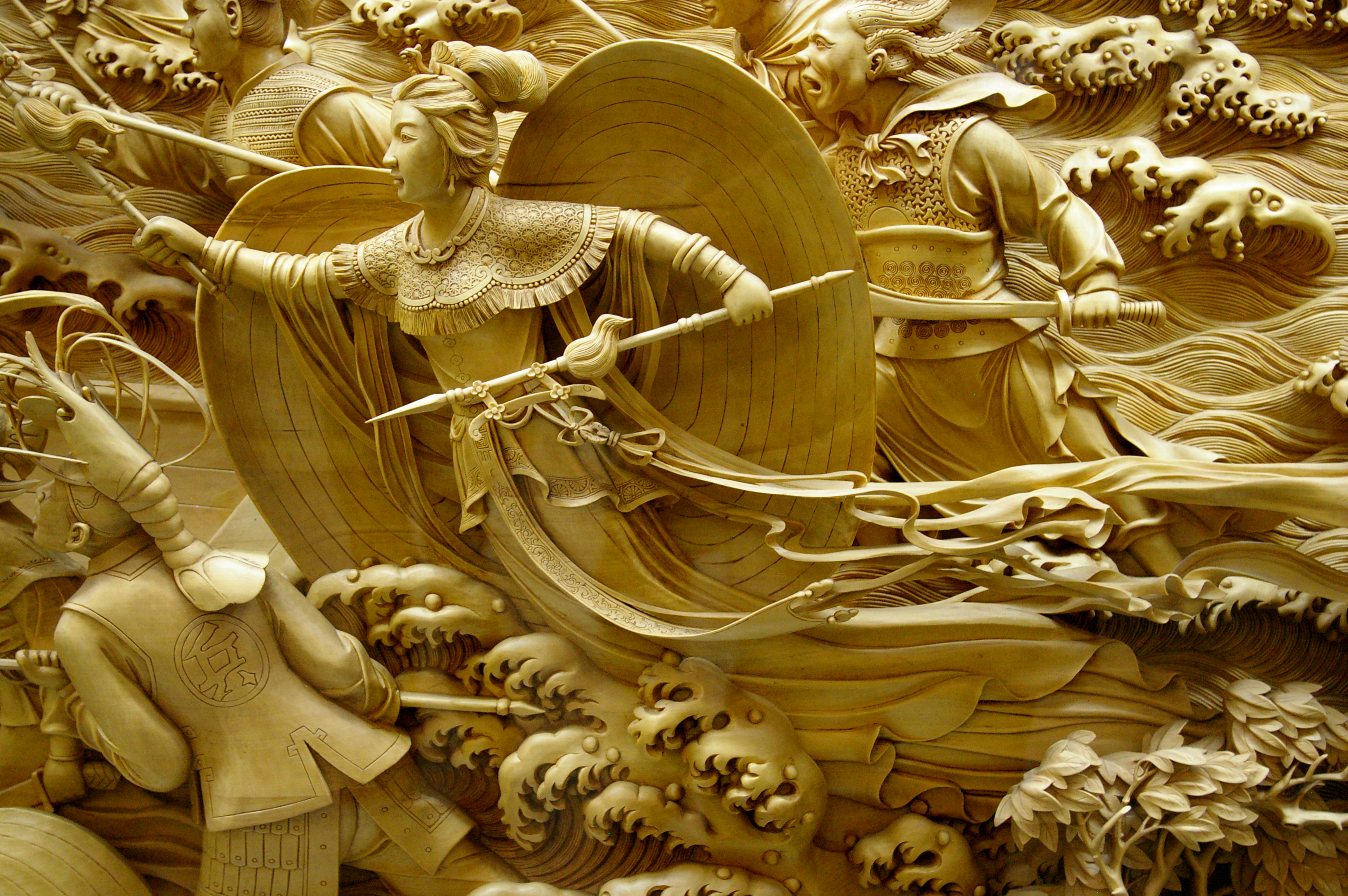
Decoració en relleu de fusta a la Torre Leifeng, Hangzhou
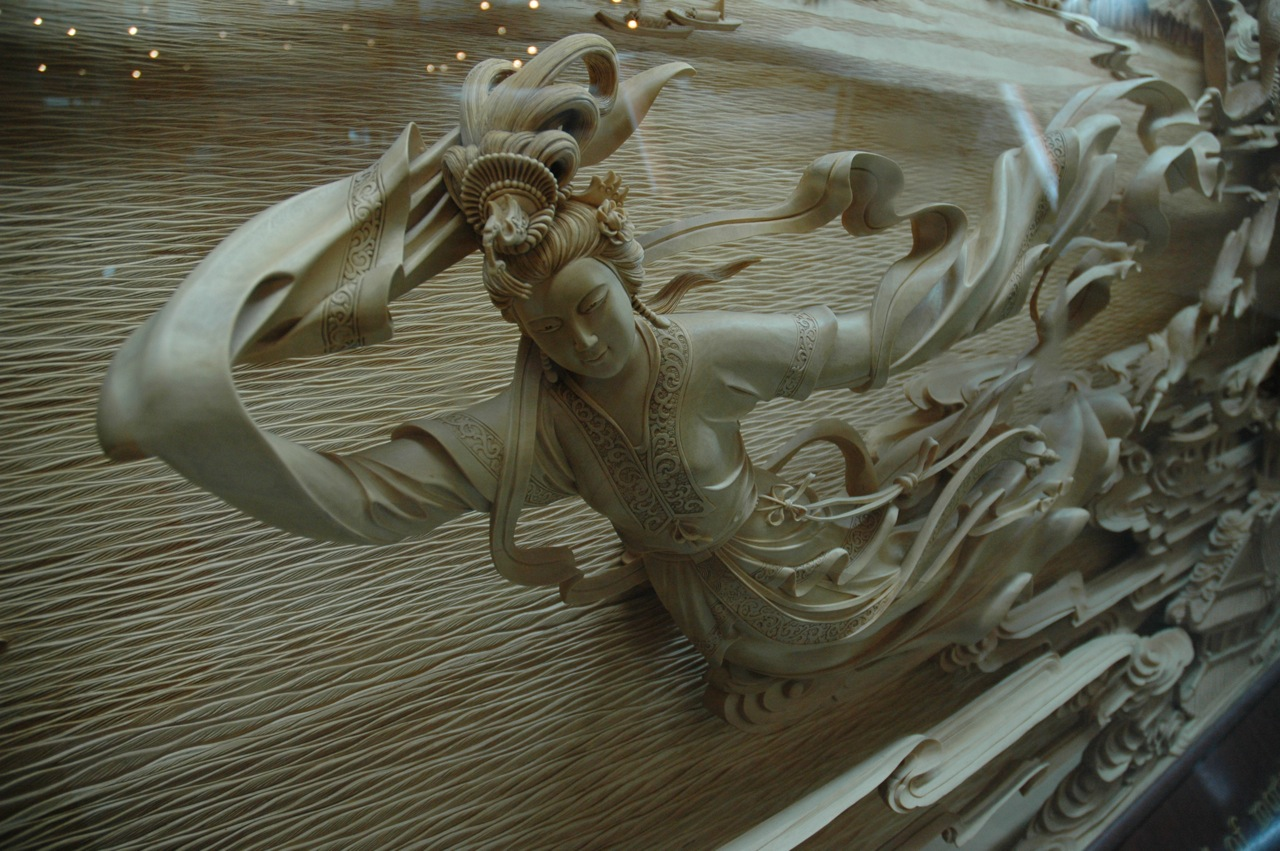
Relleus de fusta en 3D tallats a mà que representen la història de Bai Suzhen
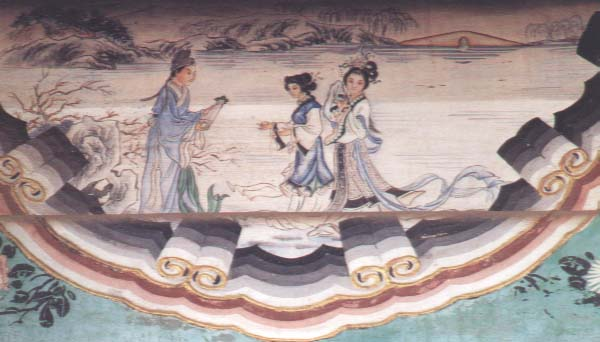
Imatge del Palau d'Estiu, Pequín, Xina, que representa la llegenda
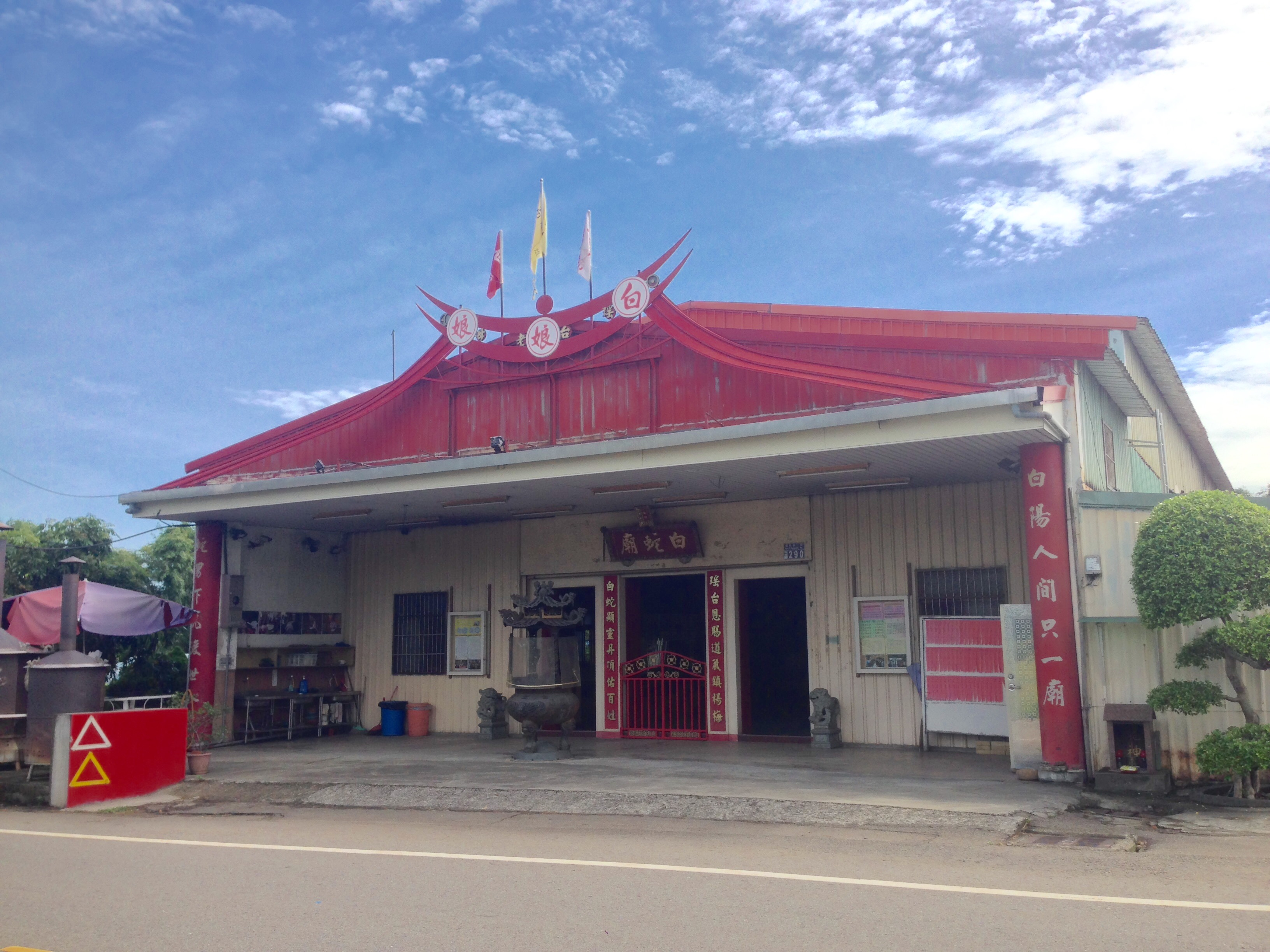
Temple de la serp blanca a Taiwan
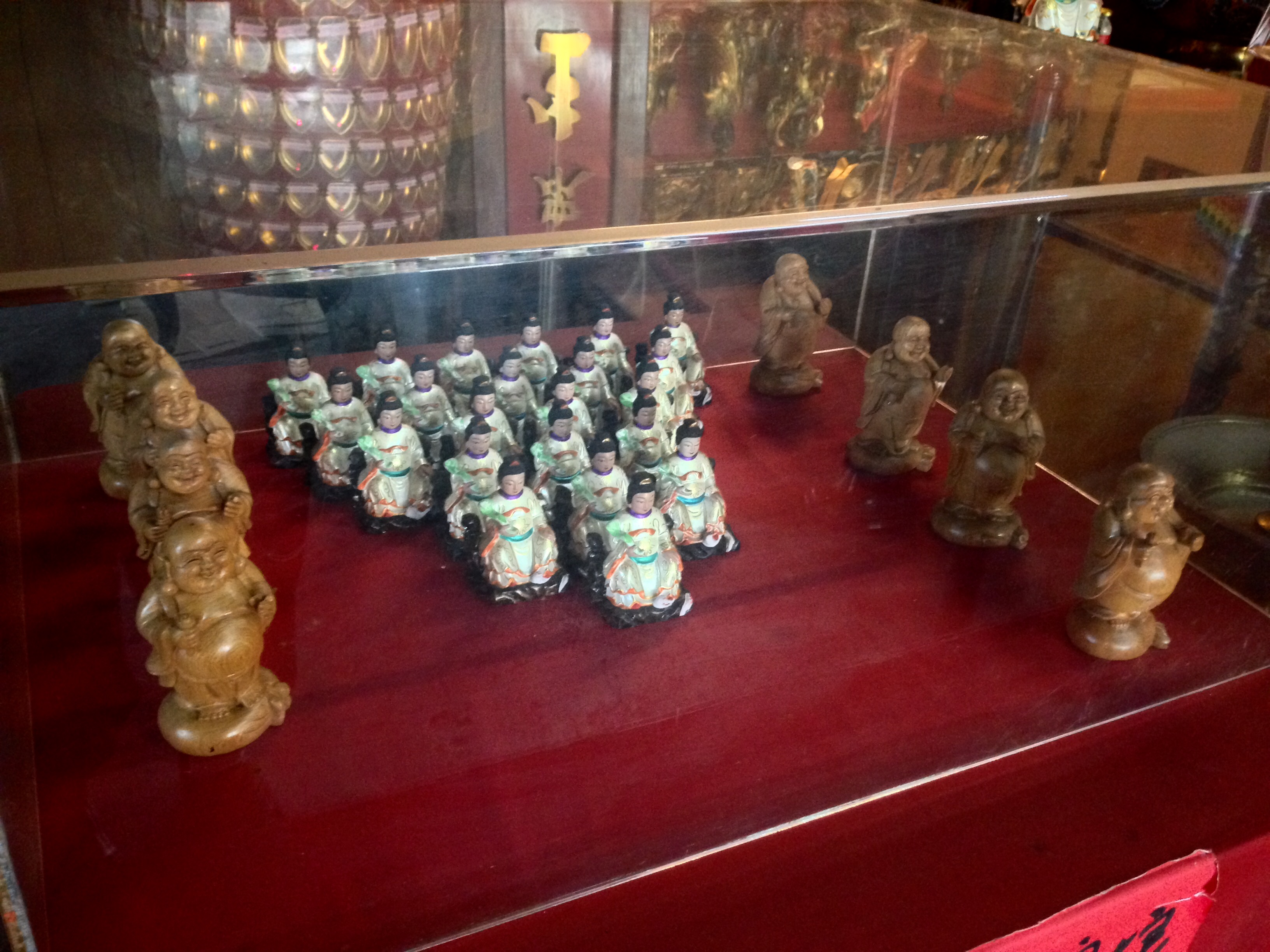
Estàtues al Temple de la Serp Blanca
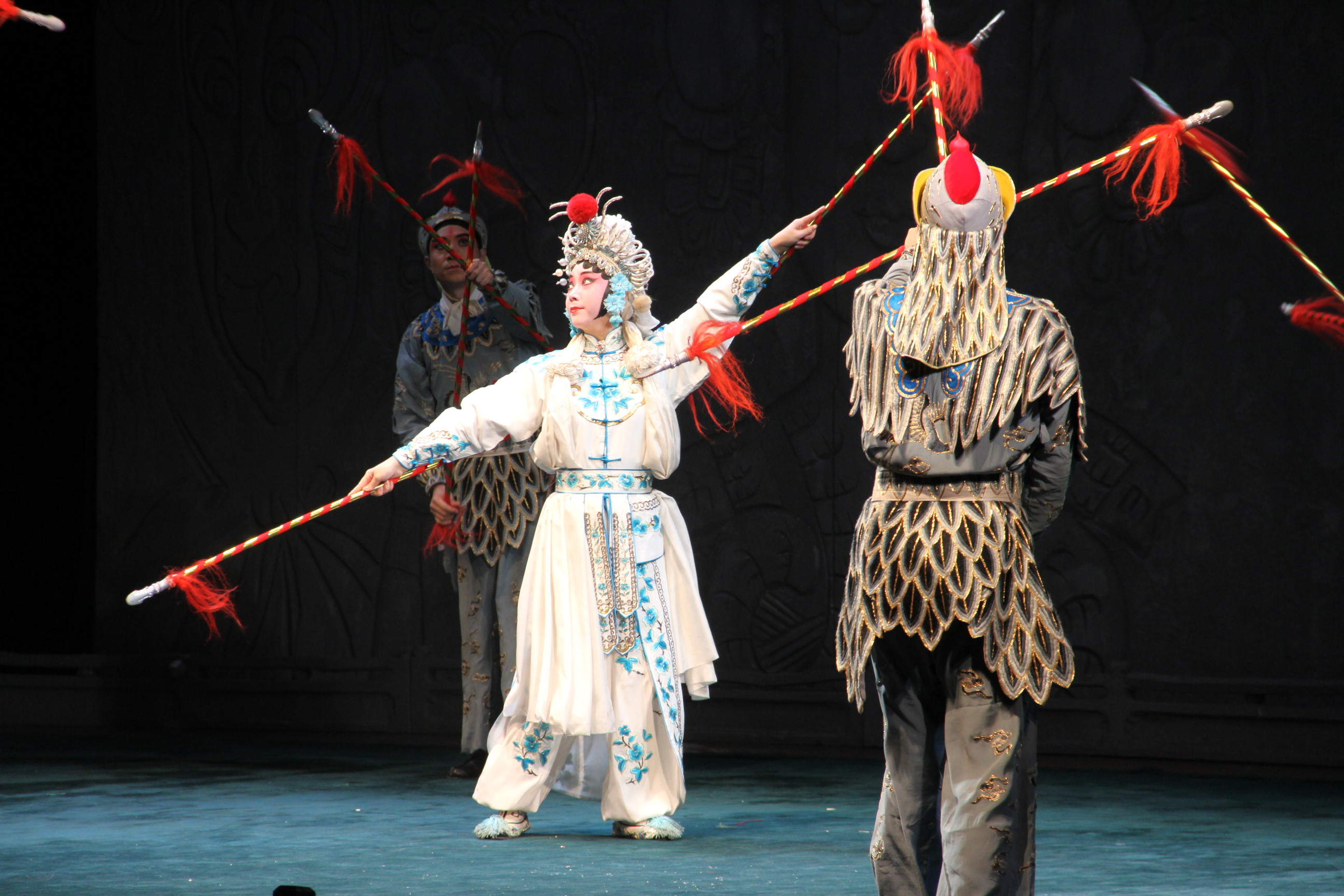
Bai Suzhen en una òpera que mostra la llegenda
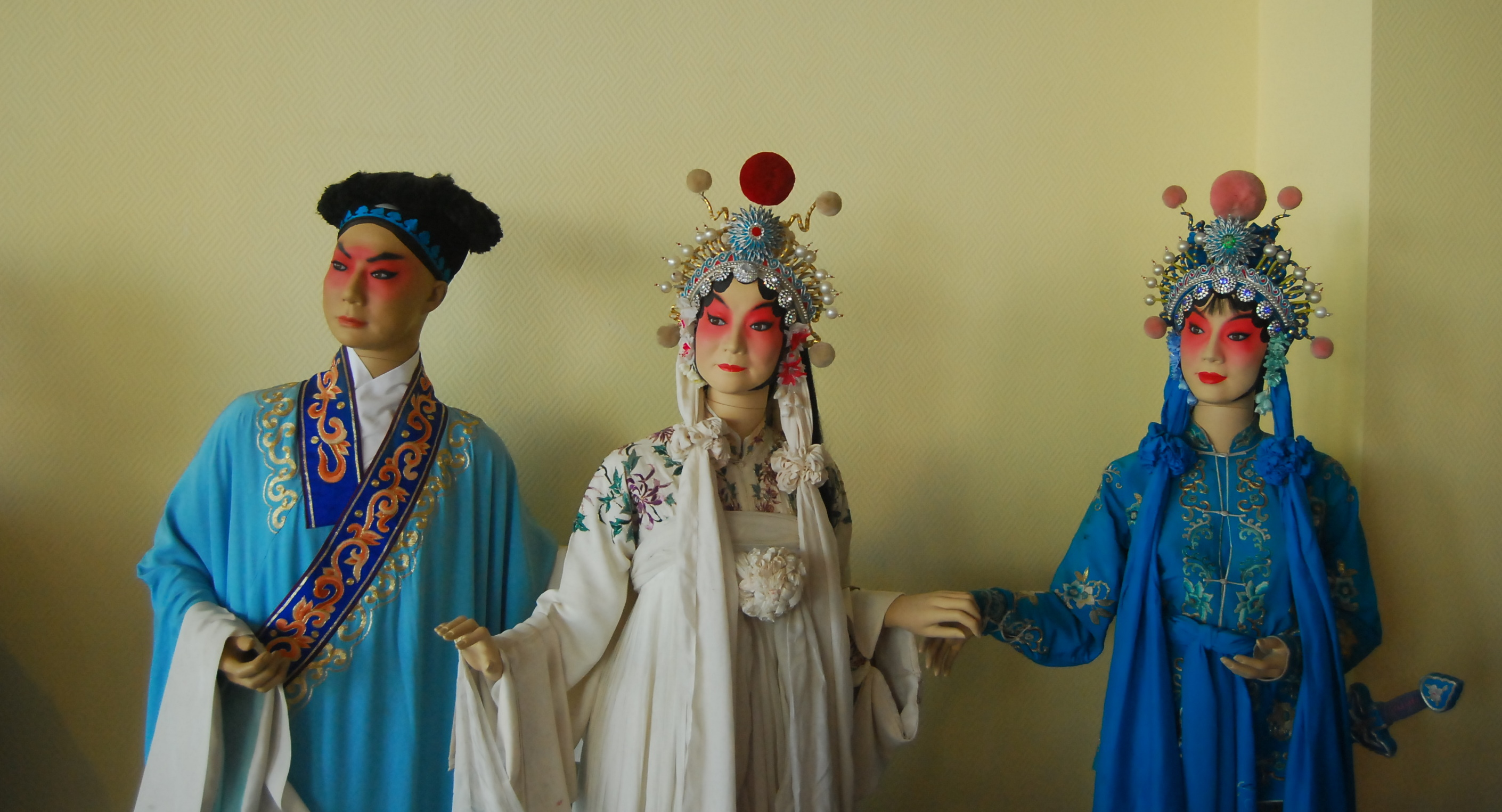
Estàtues dels tres protagonistes de l'Òpera de Pequín.